# Вижна
Ви́жна — річка в Україні, в межах Окнянського району Одеської області. Ліва притока річки Сухий Ягорлик.

## Опис
Довжина 22 км, площа водозбірного басейну 80 км². Споруджено кілька ставків. Річка часто пересихає.

## Розташування
Вижна бере початок в селі Новосамарка. Тече спершу на південь, далі — на південний захід. 
Впадає в Сухий Ягорлик біля села Гулянка. 
| Річка | Це незавершена стаття про річку. Ви можете допомогти проєкту, виправивши або дописавши її. |